# 1988년 한국프로야구 신인 드래프트
1988년 한국프로야구 신인선수 지명회의는 지역 연고를 바탕으로 한 '1차 지명'과 지역 연고에 상관없이 지명하는 '2차 지명'으로 이루어져 있다.

## 1차 지명
- 구단 순서는 A~Z, 가나다 순.

※이름에 가로줄이 그어진 것은 구단이 해당 선수에 대한 지명권을 포기했음을 의미함.
| 구단          | 성명       | 출신학교                    | 포지션 | 지명순위 |
| ------------- | ---------- | --------------------------- | ------ | -------- |
| MBC 청룡      | 이국성     | 경희대학교                  | 투수   | 1순위    |
| MBC 청룡      | 이용철     | 경기상업고등학교-단국대학교 | 투수   | 2순위    |
| MBC 청룡      | 김상호     | 선린상업고등학교-계명대학교 | 내야수 | 3순위    |
| OB 베어스     | 이석재     | 한양대학교                  | 외야수 | 1순위    |
| OB 베어스     | 김원식     | 동국대학교                  | 내야수 | 2순위    |
| OB 베어스     | 정삼룡     | 인하대학교                  | 내야수 | 3순위    |
| 롯데 자이언츠 | 구명근     | 경남대학교                  | 투수   | 1순위    |
| 롯데 자이언츠 | 이승훈     | 동아대학교                  | 투수   | 2순위    |
| 롯데 자이언츠 | 김형섭     | 경성대학교                  | 내야수 | 3순위    |
| 빙그레 이글스 | 송진우     | 세광고등학교-동국대학교     | 투수   | 1순위    |
| 빙그레 이글스 | 장정순     | 경성대학교                  | 투수   | 2순위    |
| 빙그레 이글스 | 조양근     | 고려대학교                  | 내야수 | 3순위    |
| 삼성 라이온즈 | 정윤수     | 경남대학교                  | 투수   | 1순위    |
| 삼성 라이온즈 | 유명선     | 계명대학교                  | 투수   | 2순위    |
| 삼성 라이온즈 | 홍성연     | 고려대학교                  | 투수   | 3순위    |
| 태평양 돌핀스 | 박상범     | 인천고등학교-인하대학교     | 투수   | 1순위    |
| 태평양 돌핀스 | (故)박은진 | 동산고등학교-농협           | 투수   | 2순위    |
| 태평양 돌핀스 | 여태구     | 동산고등학교 - 인하대학교   | 외야수 | 3순위    |
| 해태 타이거즈 | 조계현     | 군산상업고등학교-연세대학교 | 투수   | 1순위    |
| 해태 타이거즈 | 송영복     | 상업은행                    | 포수   | 2순위    |
| 해태 타이거즈 | 한경수     | 동국대학교                  | 내야수 | 3순위    |

## 2차 지명
2차 지명 구단 순서는 1987년 리그 순위의 역순이다.
※이름에 가로줄이 그어진 것은 구단이 해당 선수에 대한 지명권을 포기했음을 의미함.
| 지명 순위 | 태평양                   | 빙그레                 | MBC                  | OB                     | 롯데                 | 삼성                   | 해태                   |
| --------- | ------------------------ | ---------------------- | -------------------- | ---------------------- | -------------------- | ---------------------- | ---------------------- |
| 1         | 신완근 (원광대,투수)     | 김용민 (한국전력,투수) | 유광진 (연세대,내야) | 박상국 (한일은행,내야) | 고정식 (중앙대,포수) | 고장량 (원광대,내야)   | 김성규 (연세대,외야)   |
| 1         | 곽권희 (경희대,내야)     | 곽동열 (동아대,내야)   | 유광진 (연세대,내야) | 박상국 (한일은행,내야) | 고정식 (중앙대,포수) | 고장량 (원광대,내야)   | 김성규 (연세대,외야)   |
| 1         | 김진규 (영남대,외야)     | 윤영환 (상업은행,내야) | 유광진 (연세대,내야) | 박상국 (한일은행,내야) | 고정식 (중앙대,포수) | 고장량 (원광대,내야)   | 김성규 (연세대,외야)   |
| 2         | 원원근 (경희대,내야)     | 오효근 (동아대,외야)   | 문병권 (연세대,투수) | 김용희 (연세대,외야)   | 김응국 (고려대,투수) | 김순원 (경남대,내야)   | 서창기 (성균관대,내야) |
| 3         | 유동효 (동아대,내야)     | 김광윤 (건국대,포수)   | 양현기 (단국대,포수) | 길홍규 (고려대,내야)   | 이홍식 (영남대,외야) | 노경호 (성균관대,투수) |                        |
| 4         | 송형석 (단국대,내야)     |                        | 조상헌 (건국대,내야) | 김태형 (인천전문,포수) |                      |                        |                        |
| 5         | 강풍원 (상무,내야)       |                        |                      | 정영진 (고려대,내야)   |                      |                        |                        |
| 6         | 오귀섭 (인하대,내야)     |                        |                      |                        |                      |                        |                        |
| 7         | 이상구 (농협,투수)       |                        |                      |                        |                      |                        |                        |
| 8         | 김동희 (고려대,투수)     |                        |                      |                        |                      |                        |                        |
| 9         | 이남규 (한국화장품,외야) |                        |                      |                        |                      |                        |                        |
| 10        | 김승국 (상무,투수)       |                        |                      |                        |                      |                        |                        |
| 11        | 나문박 (계명대,내야)     |                        |                      |                        |                      |                        |                        |